# Državni simboli Slovenije
Državni simboli Slovenije so simboli, ki se uporabljajo v Sloveniji in tujini za predstavitev slovenskega naroda in njegovih ljudi. 

## Politični in etnični simboli
- Najpogostejša in najprepoznavnejša simbola sta slovenska himna (Zdravljica) in zastava.[1]
- Grb Slovenije, del zastave.[2]
- Lipov list, pomemben del slovenske narodne dediščine. Vaški zbori, sveti in druga srečanja so tradicionalno potekali okrog okroglih miz pod takšnim drevesom.
- Stilizirana grafična predstavitev treh vrhov Triglava, osrednjega motiva sedanjega grba, je od druge svetovne vojne delovala kot nacionalni simbol.
- Kranjski grb (ali samo njegov orel), grb zgodovinske pokrajine Kranjske, še vedno velja za narodni simbol, vendar se ga običajno dojema iz zgodovinskega vidika.
- Glavna simbola Karantanije, knežji kamen in vojvodski prestol, Slovenci pogosto obravnavajo kot slovenska nacionalna simbola.
- Konec osemdesetih let so začeli kot slovenske nacionalne simbole dojemati tudi nekatere simbole srednjega veka. Med njimi sta najbolj priljubljena tako imenovani slovenski (tudi karantanski in venetski) klobuk,[3] heraldični lik grba Slovenske marke, in heraldični simbol črni (karantanski) panter,[4] rekonstrukcija domnevnega grba kneževine Karantanije.

## Kulturni simboli
- Drugi simbol, povezan s Triglavom, izvira iz pripovedke o Zlatorogu, mitskemu gamsu (oziroma kozorogu), ki živi v začaranem vrtu blizu vrha.
- V Sloveniji pogosto gojijo nageljne; zlasti rdeči nagelj velja za narodno rastlino.[5]
- Slovenske endemične živali, vključujoč človeško ribico, kranjsko čebelo in lipicanca, se včasih obravnava kot predstavnike slovenske nacionalne identitete.
- Delo Sejalec (1907) slikarja Ivana Groharja, spisi protestantskega reformatorja Primoža Trubarja in France Prešeren, slovenski romantični pesnik, pogosto predstavljajo slovensko nacionalno identiteto.
- V to kategorijo sodi tudi značilna arhitektura, kot je kozolec, predvsem dvojni kozolec, znan kot toplar.